# Jean-Jacques Langendorf

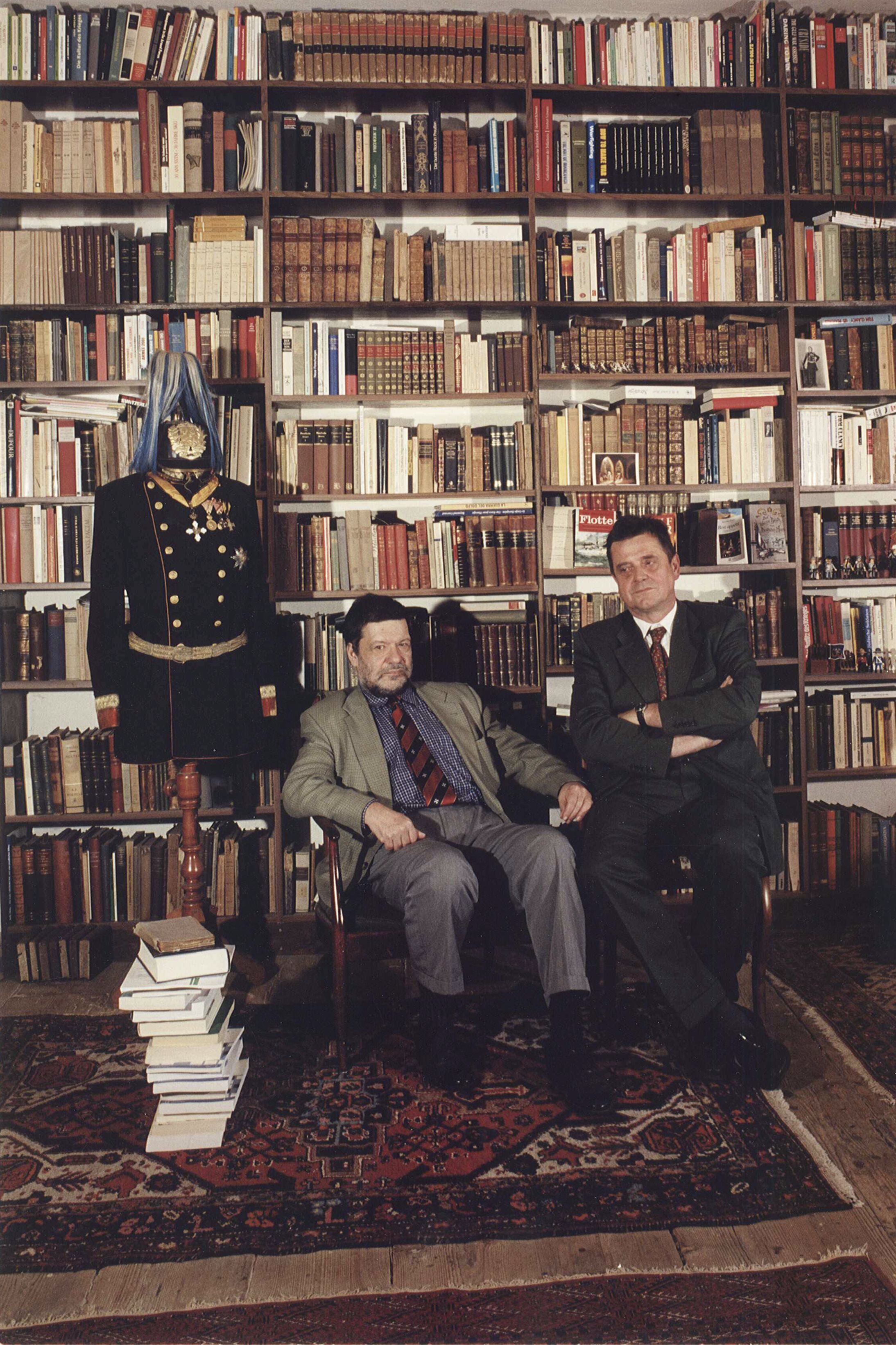
Jean-Jacques Langendorf (links) mit Peter Weiß

Jean-Jacques Langendorf (* 1938 in Gaillard, Frankreich) ist ein Schweizer Historiker und Autor. Zu seinen Spezialgebieten gehört die Militärgeschichte. Außerdem ist er Mitbegründer und Mitinhaber des Wiener Karolinger Verlags.

## Leben
Sein Vater Ernst Langendorf war sozialdemokratischer Journalist, der 1933 nach Frankreich und Spanien migrierte. Sein Sohn blieb zunächst mit der Mutter in der Schweiz, wo er von Ernest Ansermet grossgezogen wurde. Nach Kriegsende folgte er seinem Vater, der inzwischen US-Offizier war, nach München und Starnberg.
Jean-Jacques Langendorf studierte zunächst Archäologie. Im Jahr 1959 verübte er als Mitglied einer anarchistischen Gruppe einen Sprengstoffanschlag auf die spanische UN-Botschaft in Genf.
Nach einem Jahr Haft ging Langendorf in die arabische Welt, um Fotodokumentationen über Kreuzritterburgen zu erstellen. Nach mehreren Jahren als Philosophiedozent in Tunesien lebte und arbeitete er über einen längeren Zeitraum auf Zypern.
Heute ist er Leiter des Institut de stratégie comparée in Paris.
Laut Hannes Hintermeier entspricht Langendorf wie sein Kompagnon Weiß dem „Gegenentwurf zum asketischen Intellektuellen“.

## Auszeichnungen
Im Jahr 2001 erhielt Langendorf den Prix Michel-Dentan für sein Buch La nuit tombe, Dieu regarde.

## Werke (Auswahl)

### Sachbücher
- Rühle von Lilienstern oder die romantische Einheit des Krieges, Wien: Karolinger 1984.
- Guillaume-Henri Dufour, Zürich: SV Internat. 1987.
- (Hrsg.): Pamphletisten und Theoretiker der Gegenrevolution (1789–1799). Matthes & Seitz, München 1989, ISBN 3-88221-242-X.
- Ahnengalerie der kaiserlichen Armee 1618–1918, Wien: Karolinger 1995.
- Die grosse Fahrt, Wien: Karolinger 1996.
- Genie und Fleiß, Wien: Karolinger 1998.
- Ernest Ansermet oder eine Leidenschaft für das Authentische, Genf: Slatkine 1997.
- Schiffe der Monarchie, Wien: Karolinger 2000.
- Die Schweiz in den Wirren des 20. Jahrhunderts, Altstätten: Tobler 2002.
- Ernest Ansermet: une vie de musique, Presses polytechniques et universitaires romandes, 2004.
- General Guisan und das Schweizervolk, Pully (Schweiz): Stiftung General Henri Guisan, 2004.
- Histoire de la neutralité: une perspective, Gollion: Infolio 2007.
- La SS: un État dans l’État, Gollion: Infolio 2008.
- Krieg führen: Antoine-Henri Jomini, Zürich: vif 2008.
- Ein bedrohtes Land, Gollion: Infolio 2010.
- La pensée militaire prussienne, Paris: Economica 2012.

### Fiktionale Texte
- Un débat au Kurdistan. L’Age d’Homme, Lausanne 1969 (Neuauflage Lausanne 2000).
- Neuschwanstein-sur-Mer. L’Age d’Homme, Lausanne 1978.
- Les Tribulations d’un melon chinois. Minizoé, Genf 1997.
- La Comtesse Graziani. Zoé, Genf 1998.
- La Nuit tombe, Dieu regarde. Zoé, Genf 2000.